# فهرست گنجشک‌سانان ایران
فهرست گونه‌های راستهٔ گنجشک‌سانان که در ایران یافت می‌شوند.
- سسک جنبان
- سسک دم‌پهن
- سسک دم‌چتری
- سسک ابروزرد
- سسک ابروسفید
- سسک ابروزرد هیوم (سسک برگی هیوم)
- سسک دمگاه‌زیتونی (سسک بونلی)
- سسک دمگاه‌زیتونی شرقی
- سسک سبز
- سسک چیف‌چاف قفقازی (سسک سندی)
- سسک بیدی
- سسک سبز بیدی
- سسک جنگلی
- سسک کوچک (سسک بیدی کوچک، سسک برگی کوچک)
- سسک چیف‌چاف
- سسک شالیزار
- سسک جگنزار (سسک تالابی راه‌راه)
- سسک پرسروصدا (سسک تالابی پرسروصدا)
- سسک نیزار (سسک تالاب معمولی)
- سسک تالابی (سسک تالابی زیتونی)
- سسک نیزار بزرگ (سسک بزرگ نیزار، سسک تالابی بزرگ)
- سسک نیزار خاوری (سسک تالابی خاوری)
- سسک ملخی (سسک راه‌راه)
- سسک خوش‌صدا (سسک ساوی)
- سسک رودخانه‌ای
- سسک درختی کوچک
- سسک درختی زیتونی
- سسک درختی بزرگ
- سسک درختی لیمویی (سسک درختی زرد)
- سسک سینه‌راه‌راه (سسک سینه‌خالدار)
- سسک شکیل (سسک دم‌دراز)
- سسک باغی
- سسک سردودی
- سسک سرسیاه
- سسک گلوسفید
- سسک گلوسفید کوچک (سسک نقابدار، سسک گونه‌سیاه)
- سسک بیابانی
- سسک چشم‌سفید
- سسک چشم‌سفید هندی
- سسک تاج‌طلایی